# Amphisiellidae
Famille
Les Amphisiellidae sont une famille de Ciliés de la classe des Hypotrichea et de l’ordre des Stichotrichida.

## Étymologie
Le nom de la famille vient du genre type Amphisiella, composé de amphisi, par allusion au genre Amphisia, et du suffixe ella, « petite », littéralement « petite Amphisia ».

## Description
Le  genre type Amphisiella a un corps allongé, ovale, aplati dorso-ventralement. La surface dorsale est convexe avec plusieurs rangées longitudinales de cils. La surface ventrale est aplatie portant deux rangées de cirres marginaux, une rangée de cirres ventraux, des cirres transversaux et une plaque de cirres frontaux parfois élargis. 
Le genre a généralement deux macronoyaux mais ils sont parfois plus nombreux. La zone adorale asymétrique des membranelles (AZM) est courte, limité au quart antérieur du corps.

## Distribution
L’espèce type Amphisiella marioni est une hypotriche benthique marine.
La famille des Amphisiellidae est répartie dans toutes les mers du globe ainsi que sur tous les continents.

## Liste des genres
Selon GBIF (11 mars 2023) :
- Afroamphisiella Foissner, Agatha & Berger, 2002
- Amphisiella Gourret & Roeser, 1888 genre type
  - Espèce type : Amphisiella marioni Gourret & Roeser, 1888
- Apourosomoida
- Balladyna Kowalewskiego, 1882
- Balladynella Jankowski, 1979
- Bistichella
- Caudiamphisiella Berger, 2008
- Cossothigma Jankowski, 1978
- Cossothigma Yankovski, 1978
- Hemiamphisiella Foissner, 1988
- Hemisincirra Hemberger, 1985
- Lamtostyla Buitkamp, 1977
- Lamtostylides Berger, 2008
- Mucotrichidium Foissner, Oleksiv & Müller, 1990
- Onychodromopsis
- Paramphisiella Foissner, 1988
- Protogastrostyla Gong, Kim, Kim, Min, Roberts, Warren & Choi, 2007
- Spiroamphisiella Li, Song & Hu, 2007
- Terricirra Berger & Foissner, 1989
- Tetrastyla Schewiakoff, 1892
- Uroleptoides Wenzel, 1953
- Vermioxytricha

## Systématique
Le nom valide de ce taxon est Amphisiellidae Jankowksi, 1979.